# Border (film, 2018)
Pour les articles homonymes, voir Border.
Pour plus de détails, voir Fiche technique et Distribution.
Border (Gräns) est un drame fantastique suédo-danois co-écrit et réalisé par Ali Abbasi, sorti en 2018.
Il s'agit de l'adaptation de la nouvelle Gräns tiré du recueil Låt de gamla drömmarna dö de John Ajvide Lindqvist, paru en 2004.

## Synopsis
Tina a une apparence différente et un odorat exceptionnel qui l'aide beaucoup pour son travail de douanière. Elle sent même des émotions comme la honte, la culpabilité. Un jour, un homme aussi étrange qu'elle, et qui lui paraît suspect, Vore, passe devant elle à la douane. Elle sait que Vore cache un secret, mais même ses pouvoirs spéciaux ne lui permettent pas de le deviner.

## Fiche technique
- Titre original : Gräns
- Titre international et francophone : Border
- Réalisation : Ali Abbasi
- Scénario : Ali Abbasi, Isabella Eklöf et John Ajvide Lindqvist, d’après la nouvelle Gräns de John Ajvide Lindqvist
- Direction artistique : Frida Hoas
- Costumes : Elsa Fischer
- Photographie : Nadim Carlsen
- Montage : Olivia Neergaard-Holm et Anders Skov
- Musique : Christoffer Berg et Martin Dirkov
- Production : Nina Bisgaard, Peter Gustafsson et Petra Jonsson
- Sociétés de production : META Film, Black Spark Film & TV, Karnfilm, Film i Väst, Sveriges Television, Meta Film
- Sociétés de distribution : TriArt Film (Suède), Metropolitan Filmexport (France)
- Pays de production :  Suède,  Danemark
- Langue originale : suédois
- Format : couleur
- Genres : drame, romance, fantastique et thriller
- Durée : 110 minutes
- Dates de sortie :
  - France : 10 mai 2018 (Festival de Cannes) ; 9 janvier 2019 (sortie nationale)
  - Suède : 31 juillet 2018
  - Belgique : 23 janvier 2019

## Distribution
- Eva Melander : Tina
- Eero Milonoff : Vore
- Jörgen Thorsson : Roland, le colocataire de Tina
- Sten Ljunggren : le père de Tina
- Ann Petrén : Agneta, la cheffe de la police
- Matti Boustedt : Tomas
- Viktor Åkerblom : Ulf

## Production

### Genèse et développement
L’écrivain John Ajvide Lindqvist, auteur du roman Laisse-moi entrer (Låt den rätte komma in (2004) et du scénario sous le titre Morse de Tomas Alfredson (2008), adapte sa propre nouvelle Gräns que l’on trouve dans le recueil Låt de gamla drömmarna dö publié en 2011, le réalisateur fait appel à Isabella Eklöf pour ajouter plus de « réalisme psychologique » dans l’histoire.

### Attribution des rôles
L’audition a duré dix-huit mois. Pour le film, l’actrice Eva Melander a dû prendre beaucoup de poids et porter des prothèses esthétiques qui lui ont valu quatre heures d'application par jour.

### Tournage
Le tournage a lieu entre septembre et novembre 2017 dans le comté de Västra Götaland en Suède, dont Sätila, Hyssna et Göteborg dans la province de Västergötland, ainsi qu’au port de Kapellskär dans le comté de Stockholm.

## Accueil

### Sortie
Le film est sélectionné en section Un certain regard au Festival de Cannes 2018 où il remporte le Prix Un certain regard.

### Critique
En France, le site Allociné recense une moyenne des critiques presse de 3,8/5, et des critiques spectateurs à 3,8/5.
Pour Guillemette Odicino de Télérama, « Surprenant, le deuxième long métrage d'Ali Abbasi interroge comme rarement, à la manière d'un drôle de thriller et d'un conte naturaliste, les notions d'humanité et d'animalité ». Pour Véronique Cauhapé du Monde, « Autant prévenir, Border, le deuxième long-métrage d'Ali Abbasi, ne fait pas de cadeau. Il contraint à regarder en face, et sans préambule, tout ce qui dérange – l'étrange, l'étranger, l'altérité, la difformité. Une mise à l'épreuve à laquelle s'emploie le cinéaste par un acte de transgression visant à abolir la frontière entre la réalité et le fantastique ».

## Distinctions

### Récompenses
- Festival de Cannes 2018 : Prix Un certain regard
- Festival international du film de Palm Springs 2018 : Jeune espoir du réalisateur
- Festival international du film norvégien de Haugesund 2018 : Norwegian Film Critics Award
- Festival du film de Munich 2018 : Meilleur film d'un jeune réalisateur
- Festival du film de Los Angeles : Meilleur film
- Festival international du film de Jérusalem 2018 : Meilleur film international, mention spéciale
- Festival international du film de Cork 2018 : Gradam Spiorad na Féile (Spirit of the Festival Award)
- Robert Awards 2019 : Meilleur film en langue non anglaise

### Sélections
- Festival international du film de Toronto 2018 : sélection en section Contemporary World Cinema[7]
- Arras Film Festival 2018 : sélection en section Découvertes européennes.